# Fennys Tovar
Fennys Tovar Gutiérrez (San Martín, 2 de octubre de 1967) es una escritora y conferencista colombiana, autora de la novela Las tres orillas.

## Biografía
No completó sus estudios secundarios. En 1992 conoció a quien sería su esposo durante diez años, con quien estableció una relación marcada por el maltrato físico y verbal por parte de su pareja. Después de diez años, Tovar huyó, encontrándose de frente con el conflicto armado colombiano. Después se radicó en Tauramena, donde vivió diez años trabajando de vendedora ambulante. Decidió radicarse en Bogotá durante un par de años para poder dedicarse a la escritura.

Sin dinero ni experiencia en la literatura, escribió Las tres orillas, basada en una historia real. La novela fue lanzada en abril de 2015 y se convirtió en un éxito en ventas. Recorrió el país dando una conferencia sobre el conflicto armado, titulada “Perdón y reconciliación”. En 2017 publicó Su Majestad el miedo.
Participó en la Feria Internacional del Libro de Bogotá en su edición de 2016. En ese mismo año conoció al libretista colombiano José Fernando Pérez, con quien escribió el guion Ausencias, con el que participaron en el Premio Bengala de México en 2017. Ese mismo año fue incluida en una lista de diez mujeres («las mejores historias de varias mujeres que merecen ser celebradas») en la página web de la cadena de tiendas Falabella, en la que aparece mencionada como «primera novelista llanera».

## Obras
Novelas
- 2015. Las tres orillas[8]
- 2017. Su majestad el miedo

Diseño de guiones
- 2016. Ausencias
- 2016. Juégate a la suerte